# Shamrock, Texas
Shamrock är en ort i Wheeler County i delstaten Texas, USA.